# Acerodon
Acerodon é um gênero de morcegos da família Pteropodidae.

## Espécies
- Acerodon celebensis (Peters, 1837)
- Acerodon humilis Andersen, 1909
- Acerodon jubatus (Eschscholtz, 1831)
- Acerodon leucotis (Sanborn, 1950)
- Acerodon mackloti (Temminck, 1837)